# منطقه النبک
منطقه النبک (به عربی: منطقة النبک) یک منطقه در سوریه است که در استان ریف دمشق واقع شده‌است.

## خصوصیات
منطقه النبک ۱٬۱۲۲٫۸۷ کیلومترمربع مساحت و ۸۰٬۰۰۱ نفر جمعیت دارد.